# Exellodendron cordatum
Exellodendron cordatum là một loài thực vật có hoa trong họ Cám. Loài này được (Hook.f.) Prance mô tả khoa học đầu tiên năm 1972.